# Лутц Вільгельм Готлібович
Лутц Вільгельм Готлібович (3 червня 1895, Тирасполь, Тираспольський повіт, Херсонська губернія, Російська імперія — ?) — український військовик німецького походження, підполковник Армії УНР.

## Життєпис
Народився у місті Тирасполь. Німець за походженням. Жив у Харкові. 
У російській армії — поручик.
1 вересня 1918 мобілізований до 39-го пішого Харківського полку Армії Української Держави. З 1 листопада 1918 — молодший старшина кулементої сотні штабу Запорізької дивізії Армії Української Держави. 
З 2 січня 1919 — молодший старшина 1-го Запорізького ім. П. Дорошенка полку Дієвої Армії УНР. 
З 25 березня 1919 — командир сотні цього полку, перейменованого згодом на 16-й Запорізький ім. П. Дорошенка. 15 жовтня 1919 з більшою частиною полку був інтернований у Польщі. 
З 4 квітня 1920 — молодший старшина 49-го стрілецького куреня 6-ї Січової дивізії Армії УНР.
1-15 листопада 1920 — командир 2-го запасного куреня 6-ї Січової дивізії Дієвої Армії УНР. Згодом — молодший старшина кулеметної сотні 49-го стрілецького куреня 6-ї Січової дивізії Армії УНР. 
З 30 квітня 1921 — командир 50-го стрілецького куреня 17-ї бригади 6-ї Січової дивізії Армії УНР. 
Подальша доля невідома.